# Graue Bergraseneule
Die Graue Bergraseneule (Lasionycta proxima) oder Violettgraue Kapseleule ist ein Schmetterling (Nachtfalter) aus der Familie der Eulenfalter (Noctuidae).

## Merkmale

### Falter
Die Flügelspannweite der Falter beträgt 28 bis 36 Millimeter, Die Farbe der Vorderflügel variiert von schiefer- und silbergrau über graubraun bis zu blaugrau oder violettgrau. In erster Linie sind klimatische oder geologische Einflüsse für die farbliche Ausgestaltung verantwortlich. Nieren- und Ringmakel sind groß, oftmals deutlich hellgrau, teilweise graubraun gefüllt und von einem dunklen Mittelfeld eingerahmt. An der Wurzel ist ein kurzer schwarzer Basalstrich erkennbar. Von der Wellenlinie erstreckt sich nach außen bis zum Saum ein etwas verdunkelter Bereich. Die Ringmakel haben eine markante, leicht schräg positionierte, elliptische Form, wodurch sich die Graue Bergraseneule gut von zeichnungsmäßig und farblich ähnlichen Arten unterscheiden lässt. Bei den Männchen sind die Hinterflügel einfarbig hell graubraun, bei den Weibchen etwas dunkler. Die Adern treten deutlich hervor.

### Raupe, Puppe
Die Raupen sind von mattbrauner Farbe, haben eine feine, weißliche Rückenlinie, die nur auf den ersten Segmenten deutlicher hervortritt sowie undeutliche, helle Nebenrückenlinien, die nach unten dunkel begrenzt sind. Markant sind die schwarzen Stigmen und der hellbraune Kopf. Die Puppe zeigt in der Mitte der Rückensegmente je eine Vertiefung. Am Kremaster befinden sich acht fächerartig positionierte Borsten.

### Ähnliche Arten
- Moorwald-Blättereule (Papestra biren)
- Trockenrasen-Blättereule (Pachetra sagittigera)
- Pfeilflecken-Kräutereule (Lacanobia contigua)
- Zahneule (Hada plebeja)
- Lasionycta orientalis (Alphéraky, 1882). Diese Schwesterart wurde in Zentralasien lange mit proxima verwechselt,[1] bevorzugt aber bergige Steppengebiete,  wodurch sich die Tiere am ehesten durch den Fundort unterscheiden lassen.

## Geographische Verbreitung und Lebensraum
Die Verbreitung der Art reicht von Spanien lückenhaft durch Europa und weiter östlich bis nach Ostasien (Amurgebiet). Sie fehlt im Nordwesten der Britischen Inseln. Im Norden reicht das Vorkommen bis nahe an den Polarkreis, im Süden durch den Mittelmeerraum bis zum Kaukasus und zur Mongolei. In den Alpen steigt sie bis auf etwa 2500 Meter Höhe. Die Graue Bergraseneule ist nach Bergmann Leitart der offenen Krautgrasflur an felsigen, warmen Halden mit krüppelhafter, lichter Gebüschvegetation in Wiesentälern der unteren Bergstufe. In Baden-Württemberg kommt sie hingegen eher in montanen Tannen- und Fichtenwäldern oder hochmontanen Borstgrasrasengebieten (Nardetum strictae) und an trockenen Waldrändern vor.

## Lebensweise
Die Graue Bergraseneule ist univoltin; d. h., es wird in der Regel nur eine Generation gebildet. Die Falter dieser Generation fliegen von Juni bis August. In den Südalpen soll sich eine zweite Generation einstellen, deren Falter im Oktober fliegen. Die Falter sind überwiegend nachtaktiv, werden aber in den Alpen tagsüber gelegentlich an Blüten gefunden sowie in der Abenddämmerung beispielsweise an Disteln, Flockenblumen (Centaurea) und Wasserdost (Eupatorium). Sie erscheinen nachts an künstlichen Lichtquellen, seltener auch an Ködern. Die Raupen leben überwiegend ab August. Sie ernähren sich nachts von den Blättern verschiedener Pflanzen. Dazu zählen Spitzlappiger Frauenmantel (Alchemilla vulgaris), Löwenzahn (Taraxacum) sowie Beifußarten (Artemisia). Bei der Zucht nehmen sie auch Krausen Ampfer (Rumex crispus) und Gartenglockenblumen (Campanula) an. Die Raupen überwintern und verpuppen sich im Mai oder Juni des folgenden Jahres.

## Gefährdung
Die Graue Bergraseneule ist in vielen Regionen Deutschland verbreitet und dort nicht gefährdet, in Nordrhein-Westfalen und Niedersachsen jedoch selten und deshalb dort auf der Roten Liste gefährdeter Arten in Kategorie 2 (stark gefährdet) eingestuft.